# Canal crâniopharyngien
Le canal crâniopharyngien est un canal inconstant du corps du sphénoïde.

## Description
Le canal crâniopharyngien s'ouvre en haut dans la partie antérieure de la fosse hypophysaire et descend jusqu'à la face inférieure du sphénoïde au niveau de la poche de Rathke.
Ce canal existe chez 0.4% des personnes.